# Johannes Theodorus Buys
Johannes Theodoor Buys (Amsterdam, 26 januari 1828 - Leiden, 14 mei 1893) was een Nederlandse advocaat, hoogleraar en staatsraad in buitengewone dienst.

## Leven en werk
Buys studeerde rechten in Amsterdam, Leiden en Utrecht, waar hij in 1850 promoveerde op een proefschrift over de vrijheid van drukpers. Hij werd ambtenaar van de provincie Noord-Holland.
In een artikel in het liberale maandblad De Gids bepleitte hij in 1851 de opheffing van beschermende maatregelen voor de haringsteden Maassluis en Vlaardingen. Vrijheid van de zeevisserij zou de sector doen heropbloeien, luidde zijn betoog. Hij werd benoemd tot secretaris van een staatscommissie om hierover advies uit te brengen, en van 1858 tot 1892 was hij de eerste ambtelijk secretaris van het College voor de Zeevisserij.
In 1864 werd Buijs hoogleraar in het staats- en volkenrecht in Leiden. Hij publiceerde het standaardwerk De Grondwet, met toelichting en kritiek in drie delen 1883-1888. Buys was hoofdredacteur van Het Zondagblad, en redacteur van De Gids en de Wetenschappelijke Bladen.